# Tesem
Tesem ( = tsm), også kaldet urmynden, er en hunderace, der ikke længere eksisterer.
Mange regner den for at være stamfar til mynderne, men dette lader sig vanskeligt dokumentere. Urmynden er afbildet utallige gange af de gamle ægyptere, og den fremstår gerne som en myndelignende hund med ekstreme proportioner, lange ståører og en meget karakteristisk krøllet hale. Et anatomisk ydre som unægtelig peger mod en myndelignende hund.